# Kalevi Aho
Kalevi Ensio Aho, född 9 mars 1949 i Forssa, är en finländsk tonsättare.

## Biografi
Aho studerade inledningsvis naturvetenskap men beslutade sig i slutet av 1960 att koncentrera sig på musiken. Han studerade vid Sibeliusakademin i Helsingfors åren 1969–1971 under ledning av Einojuhani Rautavaara, och fortsatte sina studier åren 1971–1972 i Västberlin under ledning av Boris Blacher.
1974 föreläste Aho vid Sibeliusakademin och under åren 1974–1988 var han lektor i musikvetenskap vid Helsingfors universitet. Han var professor i komposition vid Sibeliusakademin åren 1988–1993. Aho kom i offentligheten tidigare än många andra kompositörer i sin generation. Vid 24 års ålder hade han redan komponerat fyra symfonier. Under 1970-talet komponerade han neoklassiska kompositioner, men lite senare ändrade han sin stil till modernism och postmodernism.
Under 2000-talet började Ahos musik få fotfäste internationellt, vilket bland annat framgår av ett antal beställningar från utländska solister och orkestrar. Denna utveckling påverkades starkt av Aho ställning som Lahtis symfoniorkesters composer in residence under 1990-talet, och ett stort antal inspelningar av symfonier och konserter genom BIS Records. Sharon Bezaly beställde en flöjtkonsert 2002. Året därpå skrev Aho sin Konsert för två celli som Manchester Cello Festival hade beställt. Verket uruppfördes 2004 och mottogs väl av kritiker och publik. En stor framgång fick också Martin Fröst som i april 2006 i London uruppförde Ahos klarinettkonsert. Detta arbete befäste Ahos ställning som en av samtidens stora kompositörer av konserter.
De flesta nyare konserter som Aho komponerat, har beställts av internationella solister. Aho har fått flera nationella och internationella utmärkelser, däribland Léonie Sonning-priset 1974, Henrik Steffens Award 1990 och det Berlinbaserade Stiftung Kulturfonds arbetsstipendium 1998. Pro Finlandia-medaljen tilldelades Aho 1999. Aho har haft flera förtroendeuppdrag, bl.a. medlem av styrelsen för Finlands Kompositörsförbund (1975–1979, 1983–1989 och 1997–2005), och som medlem av Finska Kulturfondens styrelse (1996–2005).

## Verk och stil
Ahos förmodligen viktigaste arbeten är hans symfonier och konserter. Fler av Ahos verk anknyter till postmodernismen, t.ex. hörs i den sjunde symfonin inslag av marsch, vals, tango, och även trav. Hans tidiga verk företer påverkan av Dmitrij Sjostakovitj, men under de senaste decennierna har Aho odlat en personlig stil, till vilken det är svårt att hitta förebilder.
Ahos musik kännetecknas av linjär polyfoni. Hans musik växer ofta till massiva och dissonanta klimax, men på senare år har i hans verk synts mer sofistikerade, även genomskinliga element. Exempel på detta är bland annat sånger för sopran och orkester, kinesiska sånger och en flöjtkonsert. Trots att pessimismen dominerar Ahos syn på världen finns i några av hans verk, däribland de 13 symfonierna, integrerade dansliknande rytmer och även humor. Hans senaste produktion har också återspeglat influenser från icke-europeiska klassiska musikkulturer. T.ex. i den 14:e symfonin (Ritualer) har de etniska slagverken darbuka och djembe nästan solistroller. I oboekonserten har han använt en arabisk tonskala innehållande mikrointervall, och den andra delen av verket är baserad på en lynnig arabisk rytm. Det virtuosa orkesterverket Minea liknar till formen den indiska ragan. Orientalisk musik i samband med komplexa, repetitiva rytmiska mönster präglar den 15:e symfonins andra och fjärde satser.
Aho är en orkestreringens mästare, och har gjort flera arrangemang av andra kompositörers verk.

## Författare
Förutom att komponera Aho har blivit känd som en skicklig och socialt medveten författare. Han har skrivit kolumner för olika tidningar och publicerat essäsamlingar om konstnärens uppgift i det postmoderna samhället (1992) och om konst och verklighet (1997). Aho har kritiserat både Irakkriget och kriget i Tjetjenien. Förutom sociala texter har han publicerat en biografi över kompositören Uuno Klami tillsammans med Marjo Valkonen, samt flera musikböcker och vetenskapliga artiklar.

## Priser och utmärkelser
- 1973 – Léonie Sonnings musikstipendium
- 1990 – Henrik Steffens Award
- 1999 – Pro Finlandia-medaljen
- 2006 – Ledamot av Kungliga Musikaliska Akademien

## Verk

### Operor
- Avain (”Nyckeln”), dramatisk monolog för baryton och kammarorkester med libretto av tonsättaren och Juha Mannerkorpi (1977–78)
- Hyönteiselämää (”Insektsliv”) med libretto av tonsättaren (1985–87)
- Salaisuuksien kirja (”Hemligheternas bok”) med libretto av Paavo Rintala och tonsättaren (1998)
- Ennen kuin me kaikki olemme hukkuneet (”Innan vi alla drunknar”) med libretto av tonsättaren (1995–99)
- Frida y Diego med libretto på spanska av Maritza Nuñez (2012–13)

### Orkesterverk
- Symfoni nr 1 (1969)
- Symfoni nr 2 (1970/1995)
- Symfoni nr 3 Sinfonia concertante för violin och orkester (1971–73)
- Symfoni nr 4 (1972–73)
- Symfoni nr 5 (1975–76)
- Symfoni nr 6 (1979–80)
- Symfoni nr 7 Insektssymfonin (1988)
- Symfoni nr 8 för orgel och orkester (1993)
- Symfoni nro 9 för trombon och orkester (1993–94)
- Symfoni nr 10 (1996)
- Symfoni nr 11 för 6 slagverkare och orkester (1997–98)
- Symfoni nr 12 Luostoför symfoniorkester, kammarorkester, 11 slagverkare och bleckblåsare och 2 solister (sopran och tenor) (2002–03)
- Symfoni nr 13 Sinfonisia luonnekuvia (2003)
- Symfoni nr 14 Rituaaleja för kammarorkester, darbuka, djembe, gong och tamtam (2007)
- Symfoni nr 15 (2009–10)
- Symfoni nr 16 för 60 stråkar, 4 slagverkare och mezzosopran med text av Gertrud Kolmar (2013–14)
- Symfoni nr 17 Sinfonisia freskoja (2017)
- Symfoni nr 18 (2022/2023)
- Kammarsymfoni nr 1 för 20 stråkar (1976)
- Kammarsymfoni nr 2 för 20 stråkar (1991–92)
- Kammarsymfoni nr 3 för altsaxofon och 20 stråkar (1995–96)
- Hiljaisuus (”Tystnad”) (1982)
- Pergamon för 4 recitatörer, 4 orkestergrupper och orgel till text av Peter Weiss (1990)
- Syvien vesien juhla, fantasi för orkester (1995)
- Tristia, fantasi för blåsorkester (1999)
- Sinfoniset tanssit – Hommage à Uuno Klami (”Symfoniska danser”) (2001)
- Nyt ylös sieluni, koralpreludium för orkester (2001)
- Päiwä nyt ehtii ehtoollen, för orkester efter en finländsk folklig koral (2002)
- Louhi för ungdomsorkester (2003)
- Lamu för 10 trumpeter, 4 horn, 2 barytonhorn och 2 tubor (2008)
- Minea, konsertant musik för orkester (2008)
- Historiallisia kuvia för kammarorkester (2009)
- Gejia, kinesiska bilder för orkester (2012)

### Solokonserter
- Violinkonsert nr 1 (1981)
- Cellokonsert nr 1 (1983–84)
- Pianokonsert nr 1 (1988–89)
- Kyynikon paratiisi (”En cynikers paradis”) för tenor och ensemble: oboe, barytonsaxofon, horn, trumpet, slagverk, piano, violin, viola, cello och kontrabas till finsk text av Esko-Pekka Tiitinen (också i version för tenor och piano] (1991)
- Hyvät ystävät (”Kära vänner”) för baryton och orkester (1992)
- Kiinalaisia lauluja (”Kinesiska sånger”) för sopran och orkester översatta till finska av Pertti Nieminen (1997)
- Kolme Bertrandin monologia (”Tre monologer av Bertrand”) för baryton och orkester med libretto av Paavo Rintala och tonsättaren (1998)
- Tubakonsert (2000–01)
- Pianokonsert nr 2 (2001–02)
- Flöjtkonsert (2002)
- Konsert för två violoncelli och orkester (2003)
- Konsert för kontrafagott och orkester (2004–05)
- Fagottkonsert (2004)
- Klarinettkonsert (2005)
- Kontrabaskonsert (2005)
- Konsert för viola och kammarorkester (2006)
- Kysymysten kirja, svit för mezzosopran och kammarorkester med text av Pablo Neruda i finsk översättning av Katja Kallio (2006)
- Oboekonsert (2007)
- Kellot (”Klockor”), konsert för saxofonkvartett och orkester (2008)
- Sieidi, slagverkskonsert (2010)
- Trombonkonsert (2010)
- Konsert för horn och kammarorkester (2011)
- Eight Seasons, konsert för theremin och kammarorkester (2011)
- Cellokonsert nr 2 (2014)
- Konsert för harpa, engelskt horn och orkester (2014)
- Konsert för sopransaxofon och kammarorkester (2015)
- Violinkonsert nr 2 (2015)

### Verk för blåsorkester
- Fanfaari YS:lle (”Fanfar för YS”) för brassensemble (1986)
- Ad astra, fanfar för brassensemble (1997)
- Tristia, fantasi för blåsorkester (1999)
- Lamu, rymdmusik för unga musiker (2008)
- Konsert för trumpet och blåsorkester (2011)

### Kammarmusik
- Stråkkvartett nr 0 (1966) [ursprungligen Stråkkvartett nr 1]
- Stråkkvartett nr 1 (1967) [ursprungligen Stråkkvartett nr 2]
- Stråkkvartett nr 2 (1970)
- Stråkkvartett nr 3 (1971)
- Oboekvintett (1973)
- Prelude, Toccata and Postlude för cello och piano (1974)
- Fagottkvintett (1977)
- Kvuintett för flöjt, oboe, violin, viola och cello (1977)
- Teema ja viisi aviollista kaanonia Katariina ja Hannu Heikinheimolle (”Tema och fem krigiska kanon för Katariina och Hannu Heikinheimo”) för odefinierad duo (1979)
- Kvartett för flöjt, altsaxofon, gitarr och slagverk (1982)
- Sonat för oboe och piano (1984–85)
- Hämärän laulu (”Undergångens sång”) för violin och harpa, ett arrangemang av Violinkonsertens vaggvisa (1984)
- Seitsemän inventiota ja postludi (Sju inventioner och postludium) för oboe och cello (1986/1998)
- Quartetto piccolo för 3 violiner och cello eller stråkkvartett avsedd att framföras av barn (1989)
- Sonat för två ackordion, duoversion av Ackordeonsonat nr 1 (1989)
- Nuppu för flöjt och piano (1991)
- Halla för violin och piano (1992)
- Kvintett för altsaxofon, fagott, viola, cello och kontrabas (1994)
- Epilogi för trombon och orgel (1998)
- Kimasen lento för stråkkvartett (1998)
- Klarinettkvintett (1998)
- Ballad för flöjt, fagott, cello och piano (1999)
- Kolme tangoa (”Tre tangos”) för violin, gitarr, kontrabas, ackordeon och piano (1999)
- Kvintett för flöjt, violin, två violor och cello (2000)
- Viisi bagatellia (”Fem bagateller”), trio för flöjt, cello och piano (2000)
- Lamento – In memoriam Sakari Laukola för 2 violiner (2001)
- Laulu maasta – In memoriam Paavo Aho (”En sång för jorden”) för violin, oboe och orgel (2002)
- Ennen yötä (”Innan natten”), fantasi för kontrabas och slagverk (2003)
- Trio för klarinett, viola och piano (2006)
- Blåsarkvintett (2006)
- Stråkkvintett "Hommage à Schubert" (2009)
- Quasi una fantasia for horn and organ (2011)
- Kvintett för oboe, klarinett, fagott, horn och piano (2013)
- Blåsarkvintett nr 2 (2014)

### Verk för soloinstrument
- 19 preludia pianolle (”19 preludier för piano”) (1965–68)
- Kolme pientä pianokappaletta (”Tre små pianostycken”) (1971)
- Häämarssi I (”Bröllopsmarsch I”) för orgel (1973)
- Violinsonat (1973)
- Solo I för violin (1975) [ursprungligt namn Tumultos]
- Häämarssi II (”Bröllopsmarsch II”) för orgel (1976)
- Ludus Solemnis för orgel (1978)
- In memoriam för orgel (1980)
- Pianosonat nr 1 (1980)
- Allegretto för piano (1983)
- Andante för piano, tema från Symfoni nr 4 (1983)
- Kaksi pientä pianokappaletta lapsille, två enkla pianostycken för barn (1983)
- Kolme melodiaa 1-4 kanteleelle (”Tre melodier för 1–4 kanteler”) (1984)
- Ackordionsonat nr 1 (1984/1989)
- Solo II för piano (1985)
- Solo III för flöjt (1990-1991)
- Ackordionsonat nr 2: Mustat linnut (”Svarta fåglar”) (1990)
- Kolme interludia uruille (”Tre intermezzon för orgel”), soloversion av intermezzona i Symfoni nr 8 (1993)
- Sonatine for Piano, att framföras av barn (1993)
- Solo IV för cello (1997)
- Hääsoitto (”Bröllopsmusik”) för orgel (1999)
- Solo V för fagott (1999)
- Solo VI för kontrabas (1999)
- Solo VII för trumpet (2000)
- Lisää löylyä! (”Mer hetta!”), fanfar för en bastuugn och en person som skopar vatten på stenarna (2001)
- Nocturne för flöjt (2002)
- Solo VIII för euphonium (2003)
- Kadenser till Mozarts femte violinkonsert (2004)
- Kadenser till Mozarts flöjtkonserter (2005)
- Sinfonia per organo (2007)
- In memoriam Pehr Henrik Nordgren för violin (2009)
- Solo IX för oboe (2010)
- Solo X för horn (2010)
- Solo XI – Hommage á Munir Bashir för gitarr (2013)
- Pianosonat nr 2 (2016)
- Solo XII – In memoriam EJR för viola (2016)
- Solo XIII för trombon (2017)
- Solo XIV för klarinett (2018)

### Vokalmusik
- Jäähyväiset Arkadialle för röst och piano (1971)
- Lasimaalaus (”Stained Glass”) för damkör (1975)
- Kolme laulua elämästä (”Tre sånger om livet”) för tenor och piano (1977)
- Hiljaisuus (”Tystnad”) för blandad kör (1978)
- Sheherazade för blandad kör (1978)
- Ilmarin kehtolaulu (”Ilmaris vaggsång”) för röst och piano [också i version för stråkkvartett utan röst] (1979)
- Veet välkkyy taas (”Vattnet skimrar än en gång”) för manskör (1992)
- Mysteerio för damkör (1994)
- Ilo ja epäsymmetria (”Glädje och asymmetri”) för blandad kör (1996)
- Otetaanpa miehestä mittaa för baryton, manskör och orkester/piano (1997)
- Rakkaus on musta leijona (”Kärleken är ett svart lejon”) för fyra kvinnoröster (2003)
- Kolme Mawlana Rumin runoa för blandad kör (2010)